# Vidalia himalayensis
Vidalia himalayensis är en tvåvingeart som först beskrevs av Mario Bezzi 1913.  Vidalia himalayensis ingår i släktet Vidalia och familjen borrflugor. Inga underarter finns listade i Catalogue of Life.